# Mahedi Hasan
Mahedi Hasan (bengalisch মাহেদী হাসান), (* 12. Dezember 1994 in Khulna, Bangladesch) ist ein bangladeschischer Cricketspieler, der seit 2018 für die bangladeschische Nationalmannschaft spielt.

## Aktive Karriere
Hasan gab sein First-Class-Debüt für die Khulna Division im Februar 2015. Er spielte darauf für zahlreiche verschiedene Teams im bangladeschischen nationalen Cricket in allen Formaten und gewann mit Khulna mehrere Meisterschaften. Er lieferte auch gute Bowling-Leistungen in den Bangladesh Premier League 2017/18 und so wurden die Selektoren auf ihn aufmerksam. Er gab sein Debüt für die Nationalmannschaft im Februar 2018 bei der Tour gegen Sri Lanka. Jedoch konnte er sich zunächst nicht etablieren und kam erst zwei Jahre später wieder zurück ins Team. Während der Zeit konnte er abermals in der Bangladesh Premier League herausragen. Im März 2021 gab er in Neuseeland sein Debüt im ODI-Cricket. Im September 2021 erhielt er seinen ersten zentralen Vertrag des bangladeschischen Verbandes. Er wurde in der Folge für den ICC Men’s T20 World Cup 2021 nominiert und erzielte dort im ersten Spiel gegen Schottland 3 Wickets für 19 Runs. In der Vorbereitung für die folgende Weltmeisterschaft gelangen ihm 3 Wickets für 45 Runs gegen Neuseeland.